# 新型コロナウイルス感染症医療機関等情報支援システム
新型コロナウイルス感染症医療機関等情報支援システム（しんがたコロナウイルスかんせんしょういりょうきかんとうじょうほうしえんシステム、英語：Gathering Medical Information System on COVID-19）とは、日本国内での新型コロナウイルスの感染拡大に対応する全国の医療機関の状況を一元的に把握し、医療体制の確保に資することを目的として開発されたシステム。略称、G-MIS（ジーミス）。

## 概要
厚生労働省では内閣官房情報通信技術総合戦略室とともに連携して「情報通信基盤センター（仮称）」を設置。全国の医療機関の稼働状況や病床の使用数、現場で治療にあたる医療従事者、医療用N95マスクやECMO、人工呼吸器といった医療機器、医療資材の確保状況といった情報をG-MISを通して把握、それらの適切な供給や支援を行うことで、医療提供体制の逼迫を防ぐ狙いがある。